# Johuš Matuš
Johuš Matuš (* 1994, vlastním jménem Johana Novotná) je česká zpěvačka a DJ-ka.

## Život
Johana Novotná vystudovala Katedru fotografie na FAMU. Založila filmové studio Dog Dig Here, věnuje se filmové, audiovizuální experimentální tvorbě.[zdroj?]

## Tvorba
Spolupracuje na hudebních videích a klipech, např. pro DJ Ventolina (Disco Science) nebo skupinu Midi lidi (Prosím kam). Její film Youu získal cenu diváků na Přehlídce animovaném filmu v Olomouci v roce 2017. Její hudební tvorba spočívá především v projektu Johuš Matuš, se kterým odehrála desítky koncertů po českých festivalech. Její tvorba se vyznačuje domnělým amatérským přístupem, outsiderstvím a hravostí, která ji řadí blízko skupin DVA, Midi Lidi, DJ Ventolina nebo Čokovoko. Svoji tvorbu nazývá „rural pop“. Mezi inspirační zdroje patří mimo jiné americký spisovatel Richard Brautigan.

## Diskografie
- 2016: Rural Pop (LP)
- 2017: Bonus (EP)
- 2019: Čus držky (LP)
- 2025: V strašidelný kaši (LP)